# Сомерсет Тауншип (округ Сомерсет, Пенсільванія)
Сомерсет Тауншип (англ. Somerset Township) — селище (англ. township) в США, в окрузі Сомерсет штату Пенсільванія. Населення — 12 083 особи (2020).

## Демографія
Згідно з переписом 2010 року, у селищі мешкали 12 122 особи в 3525 домогосподарствах у складі 2452 родин. Було 3803 помешкання
Расовий склад населення:
| - 81,5 % — білих - 14,1 % — чорних або афроамериканців - 0,6 % — азіатів - 0,1 % — корінних американців - 3,3 % — осіб інших рас |

До двох чи більше рас належало 0,4 %. Частка іспаномовних становила 3,7 % від усіх жителів.
За віковим діапазоном населення розподілялося таким чином: 14,3 % — особи молодші 18 років, 70,5 % — особи у віці 18—64 років, 15,2 % — особи у віці 65 років та старші. Медіана віку мешканця становила 41,6 року. На 100 осіб жіночої статі у селищі припадало 178,2 чоловіків;  на 100 жінок у віці від 18 років та старших — 193,4 чоловіків також старших 18 років.
Середній дохід на одне домашнє господарство  становив 62 786 доларів США (медіана — 48 396), а середній дохід на одну сім'ю — 75 714 долари (медіана — 57 545). Медіана доходів становила 37 398 доларів для чоловіків та 31 636 доларів для жінок. За межею бідності перебувало 9,8 % осіб, у тому числі 11,9 % дітей у віці до 18 років та 9,5 % осіб у віці 65 років та старших.
Цивільне працевлаштоване населення становило 3831 особа. Основні галузі зайнятості: освіта, охорона здоров'я та соціальна допомога — 27,5 %, роздрібна торгівля — 14,0 %, транспорт — 9,0 %, виробництво — 8,6 %.